# USS Flounder (SS-251)
USS Flounder (SS-251) – amerykański okręt podwodny typu Gato, pierwszego masowo produkowanego wojennego typu amerykańskich okrętów podwodnych.
9 listopada 1944 roku na Morzu Jawajskim USS „Flounder” storpedował niemiecki okręt podwodny U-537. W wyniku ataku zginęła cała, 58-osobowa załoga U-Boota.